# Jan Lysdahl
Jan Lysdahl (født 21. juli 1961 på Østerbro, København) er en dansk trommeslager.
Lysdahl har indspillet og turneret med bl.a. Kim Larsen, One Two, Sanne Salomonsen, Michael Learns To Rock, Smokie, Rasmus Nøhr, Lars H.U.G., Moonjam, Laid Back, Hanne Boel, Anne Dorte Michelsen, Lill Lindfors, Palle Mikkelborg, Trine Rein, Jennifer Rush, Bent Fabricius-Bjerre, Nanna Lüders Jensen, DJ Encore, Poul Krebs, Rugsted & Kreutzfeldt, Sko & Torp og Björn Afzelius. 
Lysdahl har været kapelmester i fire omgange på TV : Hos Otto, Stjernejoker (med Mette Lisby) og senest i Sankt Hans på TV2 Charlie (med Annette Heick), samt i det prisbelønnede TV program Gangstativerne på TV2. Har været ansat som A&R manager på EMI, BMG og Metronome-Replay. Han er aktiv som producer for blandt andre Lis Sørensen, Emilia, Den Eneste Ene og Hannibal & Jerry, desuden komponist på "Hammer Hammer Fedt". Han fungerer også som A&R manager og spiller trommer i forskellige live-sammenhænge. Han medvirker på cirka 200 albums[kilde mangler] inklusive de to mest solgte albums nogensinde i danmarkshistorien, nemlig Midt om natten og Forklædt som voksen, begge med Kim Larsen.